# Простір
Про́стір — протяжність, вмістилище, в якому розташовані предмети і відбуваються події. У філософії тривають дискусії щодо того, чи є простір окремою сутністю чи лише формою існування матерії. Простір характеризує співіснування об'єктів, їх протяжність і структурність, взаємне розташування.
Доступний нашим відчуттям простір є тривимірним. Взаємне розташування предметів у ньому характеризується віддаллю і напрямком. У фізиці простір об'єднується з часом у єдиний простір-час.
Дебати щодо природи й сутності простору почалися ще в античності. Платон означав простір (хору) як вмістилище або проміжок, Арістотель як місце. Арабський мислитель Ібн аль-Хайсам намагався визначити простір через розширення. Нове переформулювання поняття простору відбулося в 17 ст., що стало століттям становлення класичної механіки. Її творець, Ісаак Ньютон розглядав простір як абсолютний, тобто такий, що існує незалежно від того, чи є в ньому фізичні тіла. На відміну від нього Готфрід Лейбніц характеризував простір тільки через відношення між тілами: віддаль та напрямок. У 18 ст. аналіз сутності простору здійснив Іммануїл Кант, якого цікавило передусім питання про те, чи можна пізнати простір тільки емпірично, через досвід. Кант прийшов до висновку, що простір є чисто апріорним поняттям, що означає, що людина не може сприймати світ по-іншому, як через простір.
У 19 та 20 ст. розуміння простору в фізиці змінилося. З побудовою теорії відносності простір став розглядатися невід'ємно від часу як простір-час. Геометрія простору неевклідова, зокрема він може викривлятися поблизу від масивних тіл. Розвиток квантової механіки та квантової теорії поля порушив питання про природу вакууму, тобто простору, в якому немає ні полів, ні частинок. Однак, чимало суттєвих питань, пов'язаних із вакуумом, зокрема питання про енергію вакууму, залишаються досі нерозв'язаними.

## Поняття простору в метафізиці
Французький метафізик Рене Генон розглядав простір, як одну з умов тілесного існування і тому було б абсурдним твердити, що абсолютно проста субстанція, яка є позбавлена будь-якої тілесності може міститися в просторовому резервуарі. Саме це говориться про атомічні субстанції, що вони залежать від простору в якому вони можуть рухатися. Суть проблеми в тому, що якщо атомічні субстанції є абсолютно простими, це — незмістовно одночасно приписувати їм зумовлення, котре вимагає просторового розширення. Генон наголошує, що сума елементів позбавлених розширення ніколи не може сформувати розширення: якщо атоми виконують своє визначення (тобто, якщо вони — абсолютно прості й тому неділимі), тоді для них неможливо становити тіла.
Так само як множення нуля нулем неминуче дорівнює нулю, таким ж чином множення атомів не збільшує їх величину й прирікає нас до зупинки. Генон, покладаючись на авторитет індійської ведантичної філософії Аді Шанкарачар'я, робить висновок, що «атомізм представляє нічого крім абсолютної неможливості». Він наголошує, що простір — резервуар зі змістом (Генон: 1945, голова 4). Порожній простір є абсурдністю, не тому лише, що ефір все наповняє, але сам простір має якісний вимір, який не дозволяє йому вважатися пустим. Характеристики напряму надають простору якісного характеру на самому початковому етапі, і простір позбавлений таких характеристик був би правдивою марнотою в якому «верх не відрізняється від низу» (Арістотель. Фізика. IV, 8, 215a, 8). Крім того, простір не має виходити за межі світу, щоби містити його. Скоріш «простір співіснує з цим світом, бо він є одним з його умов; але цей світ не є більш нескінченним ніж сам простір, бо як простір він не містить всі можливості, але лише представляє певний особливий порядок можливостей, і є обмеженим вимірами, що складають його саму природу» (Генон: 1945, ст. 36).
У філософії 20 століття в рамках концептуальних моделей можливий багатовимірний простір, який не аплікується на тривимірний світ, і нелінійні моделі плину часу.

## Поняття простору в фундаментальній фізиці
| Симетрія у фізиці            | Симетрія у фізиці                 | Симетрія у фізиці            |
| Перетворення                 | Відповідна інваріантність         | Відповідний закон збереження |
| ---------------------------- | --------------------------------- | ---------------------------- |
| ⭥Трансляції часу             | Однорідність часу                 | …енергії                     |
| ⊠ C, P, CP і T-симетрії      | Ізотропність часу                 | …парності                    |
| ⭤ Трансляції простору        | Однорідність простору             | …імпульсу                    |
| ↺ Обертання простору         | Ізотропність простору             | …моменту імпульсу            |
| ⇆ Група Лоренца (бусти)      | Відносність Лоренц-коваріантність | …руху центра мас             |
| ~ Калібрувальне перетворення | Калібрувальна інваріантність      | …заряду                      |

Герард 'т Гофт розглянув інтерпретацію квантової механіки з точки зору так званого «детермінованого комірчастого автомата», в рамках якого він провів свій векторний просторовий аналіз. У цьому підході класична система проаналізована за допомогою множини векторів розглянутої системи та всі стани утворюють ортонормальну основу векторного простору, а саме гільбертового простору.
Теорія 'т Гофта з використанням комірчастого автомата є класичною системою зі шкалою Планка, 10−33 см. Оскільки 'т Гофт розглядає систему як векторний стан, то вона дозволяє досягати 2^{10^{99}} станів у кожному cm³. Кожен стан він називає «онтологічним», що означає відсутність суперпозицій. Відповідна планківська частота такого одного векторного стану становить 10^{44} Герц. Кожен стан може розвинутися в інші стани. В основному, цей підхід не виходить за рамки традиційної інтерпретації квантової механіки, яка функціонує з хвильовою ψ-функцією, операторами, власними станами й гільбертовим простором. Таким чином, цей підхід не має реальних детермінованих елементів.
Проте, що є позитивним в моделі комірчастих автоматів? Річ у тому, що в 1910-1920 роках фізики почали будувати квантову фізику виходячи з суто макроскопічної фізики, яка діє в масштабі приблизно 1 м, і дійшли до атомної шкали, 10^{-8} м, де отримали дуже дивну квантову механіку. Але чи можна почати з розгляду масштабу Планка, 10^{-35} м? Адже вже на цій шкалі є можливість величезного числа станів (до 2^{10^{99}} в кубічному см)! Потім ми можемо далі рушити до масштабу атома і побачимо, що відбувається з механікою частинки. Це дозволить розшифрувати таємницю квантово-механічного формалізму.
Отже, комірка з довжиною Планка 10^{-35} м є первинним елементом природи, або квантом реального простору. Так само як і насіння, зерно, яйцеклітини є утримувачами молекул ДНК, що дають подальший розвиток складним живим істотам. Як ми можемо змінити підхід комірчастих автоматів? Реальний фізичний простір потрібно розглядати як математичну решітку первинних комірок планківського масштабу. Мішель Боня назав таку математичну решітку — тессерешіткою (мозаїчною решіткою). У тессерешітці комірка грає роль первинної топологічної кулі. Топологічні кулі можуть мати різні об'єми, форми, а також конфігурацію поверхні. Локальна деформація в тессерешітці може бути пов'язана зі створенням частинки. Отже, деформовану комірку можна назвати частинкою, що має масу.
Потім, коли локальна деформація (тобто масивна частинка) рухається через тессерешітку, вона відчуває тертя з зустрічними комірками. Це має призводити до появи елементарних збуджень тессерешітки в околі частинки. Ці збудження є носіями сили інерції: будь-який рух масивного об'єкта супроводжується хмарою цих носіїв. Логічно назвати ці збудження «інертонами». Таким чином, інерція виникає як результат руху маси в просторі сформованому як тессерешітка топологічних куль, первинних елементів Природи. Інерція — це тертя рухомої маси об комірки простору; чим більше маса, тим вище значення інерції.

## Дивіться синоніми
- Місце
- Відстань
- Інтервал
- Термін
- Проміжок
- Період
- Положення
- Ділянка
- Віддаль
- Площа